# 滑石山
滑石山位于广东省北部，是一列东北西南走向的山脉，它北起始兴县浈江南岸，南至英德市翁江北岸，跨越始兴、仁化、曲江、翁源、英德五县。其主要的山峰有：船底顶、金竹峎和雪山嶂，船底顶是滑石山的最高峰，海拔为1586米，位于曲江區罗坑鎮。